# 개희북벌
개희북벌(開禧北伐)은 남송 영종 때 재상이던 한탁주의 주도 하에 금나라에 대한 북벌을 시도한 사건이다.

## 전개
남송 광종이 신하와 백성의 신임을 잃자 조여우는 한탁주와 함께 광종을 강제로 퇴위시키고 태자를 영종으로 옹립시켰다. 하지만 곧 한탁주는 조여우를 함정에 빠뜨려 조정에서 추방한 뒤 주희를 중심으로 한 도학(道學)을 탄압하는 경원의 당금을 일으켰다. 한탁주는 지각문사였다가 추밀원 승지로 승진했다. 지위는 높지 않았지만 황제의 외척이자 측근으로서 인사·정책 면에서 상당한 권력을 행사했다. 그 결과로 재상 등 조정의 요직은 한탁주를 지지하는 세력들이 차지했고 출세를 위해 한탁주에게 아첨하는 사람들도 줄을 이었다. 하지만 한탁주의 권세가 강해질수록 한탁주에 반대하는 세력들도 늘어났다. 1203년(가태 3년/태화 3년) 무렵부터 경원의 당금에 대한 반발이 거세지자 한탁주는 자신의 권력을 유지하기 위해 북벌을 준비하기 시작했다.
이 무렵 금나라는 북방에서 몽골 제국이 대두하여 동요하고 있었다. 이에 송나라는 장암·신기질 등을 국경 지대로 파견했다. 송나라의 이런 움직임에 대해 금나라도 양양의 각장을 폐쇄하여 정보가 송나라로 누설되는 것을 막고자 했다.
1204년(가태 4년/태화 4년) 5월 금나라와의 강화에 반대하다 처형된 악비를 악왕으로 추봉했으며 11월부터 송나라와 금나라의 군대가 국경에서 충돌을 빚기 시작했다. 1205년(개희 원년/태화 5년) 7월 고위직에 오르는 것을 계속 피했던 한탁주가 평장군국사에 임명되어 명실공히 송나라의 최고 실세가 되었으며 심복 소사단을 지각문사에 임명했다. 소사단은 등우룡과 함께 한탁주에게 북벌을 권했던 인물 중 하나였다. 1206년(개희 2년/태화 6년) 4월 금 장종은 그때까지의 태도를 바꿔 송나라를 공격하라는 조칙을 내렸다. 5월에는 송 영종도 금나라를 공격하라는 조칙을 공표했다.
한탁주는 정강의 변 이래 지속된 송나라의 반금(反金) 감정과 유학자들 사이에서 뿌리 깊던 대의명분론을 통해 북벌이 지지받을 수 있을 것이라 여겼다. 이를 위해 경원의 당금 때 추방된 인물들 중 섭적·설숙사 등을 복직시키는 공작도 추진했다. 하지만 육유·신기질 등 소수만이 북벌을 지지했고 많은 문무관리들은 북벌에 참여하는 데 소극적인 태도를 보였다. 송나라의 여론은 방위력을 강화해 강남을 지키는 데 그쳤던 셈이다. 전황도 좋지 못해 본격적인 전쟁 이전에 있었던 국지전에선 대체로 송나라가 우세했지만 송나라와의 전쟁에 신중하던 이전의 태도에서 벗어나 적극적인 공세로 돌아서자 금나라의 군대가 송나라 군대를 무찔렀다. 특히 금나라의 측면을 노릴 수 있는 사천을 끝내 빼앗지 못했으며 한탁주가 주요 전력으로써 기대했던 오희가 금나라와 내통해 반란을 일으키는 등 송나라에 악재가 연이어 터져나왔다.
결국 북벌을 시작한 지 반년이 지난 11월 송나라와 금나라는 강화 교섭을 시작했다. 금나라는 개전의 책임자인 한탁주의 인도를 요구했다. 깜짝 놀란 한탁주는 이번 전쟁은 소사단이나 등우룡이 꾸민 것이지 자신은 무관하다고 항변했으나 금나라는 한탁주를 인도하거나 한탁주의 목을 베는 것이 강화의 조건이라며 강경하게 나왔다. 초조해진 한탁주는 교섭 담당자를 바꾸고 전선의 지휘관도 교체하여 사태를 반전시켜 보고자 했으나 실패했고 송나라 내에서도 한탁주가 이번 전쟁의 책임을 져야 한다는 목소리가 높아져 갔다.
1207년(개희 3년/태화 7년) 11월 3일 예부시랑 사미원 등이 주도하여 한탁주가 암살되었고 4일 뒤 소사단 역시 살해당했다. 한탁주의 수급은 금나라에 인도되었고 이후 강화 교섭은 급물살을 타서 1208년(가정 원년/태화 8년) 강화가 성립되었다. 그 해 9월 22일 강화가 정식으로 선포되었다.